# Los Pedroches

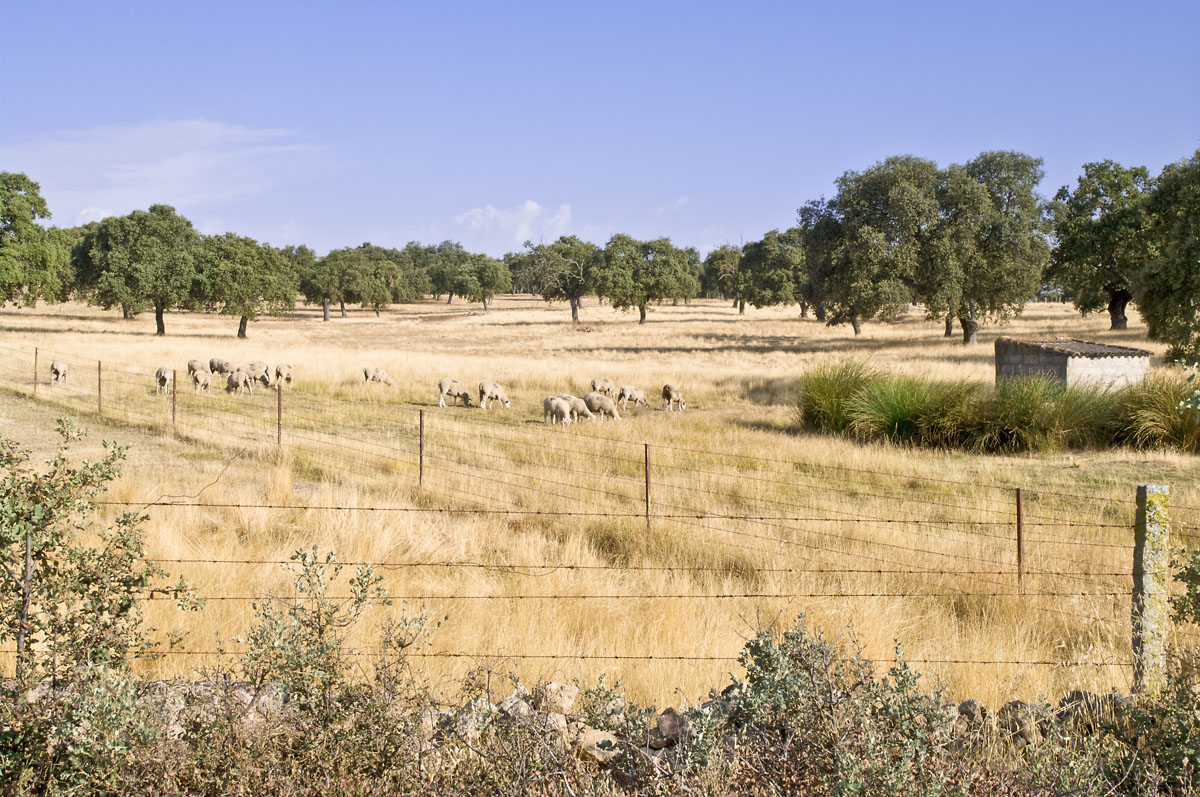
Dehesa de Los Pedroches.

Los Pedroches  es una comarca, de 3612 km² situada en la provincia de Córdoba, España. Conforma el territorio más al norte de Andalucía, limitando al norte con la provincia de Badajoz en Extremadura, con la provincia de Jaén y la provincia de Ciudad Real, en Castilla-La Mancha.
El pueblo de Pedroche, que da nombre a la comarca, se encuentra ubicado en el centro de la comarca, siendo el municipio más antiguo de la zona y dando origen al resto de la mayoría de estos pueblos.

## Municipios
La comarca está dividida en los siguientes municipios: 
| Escudo | Municipio             | Superficie (km2) | Población (2024) | Densidad (hab./km2) |
| ------ | --------------------- | ---------------- | ---------------- | ------------------- |
|        | Alcaracejos           | 175,62           | 1 501            | 8,55                |
|        | Añora                 | 112,57           | 1 503            | 13,35               |
|        | Belalcázar            | 355,99           | 3 099            | 8,71                |
|        | Cardeña               | 512,87           | 1 422            | 2,77                |
|        | Conquista             | 38,55            | 373              | 9,68                |
|        | Dos Torres            | 129,09           | 2 365            | 18,32               |
|        | Fuente la Lancha      | 7,83             | 339              | 43,30               |
|        | El Guijo              | 67,28            | 346              | 5,14                |
|        | Hinojosa del Duque    | 531,47           | 6 563            | 12,35               |
|        | Pedroche              | 124,66           | 1 456            | 11,68               |
|        | Pozoblanco            | 330,0            | 16 946           | 51,35               |
|        | Santa Eufemia         | 187,34           | 710              | 3,79                |
|        | Torrecampo            | 197,30           | 1 000            | 5,07                |
|        | Villanueva del Duque  | 137,64           | 1 404            | 10,20               |
|        | Villaralto            | 24,07            | 1 075            | 44,66               |
|        | Villanueva de Córdoba | 429,52           | 8 381            | 19,51               |
|        | El Viso               | 254,42           | 2 511            | 9,87                |
|        | Total                 | 3 616,22         | 50 994           | 14,10               |

## Economía
Su principal sector económico es el ganadero y el agrícola cerealista. Los pueblos suelen ser pequeños, debido principalmente a la emigración hacia ciudades o hacia la capital. Una empresa emblemática de la comarca es la COVAP, nombre comercial de "Cooperativa Ganadera del Valle de los Pedroches", con sede en Pozoblanco. Tiene cinco líneas de negocio: lácteos, derivados del cerdo ibérico curado, carnes, almentación animal y seguros para el mundo rural.

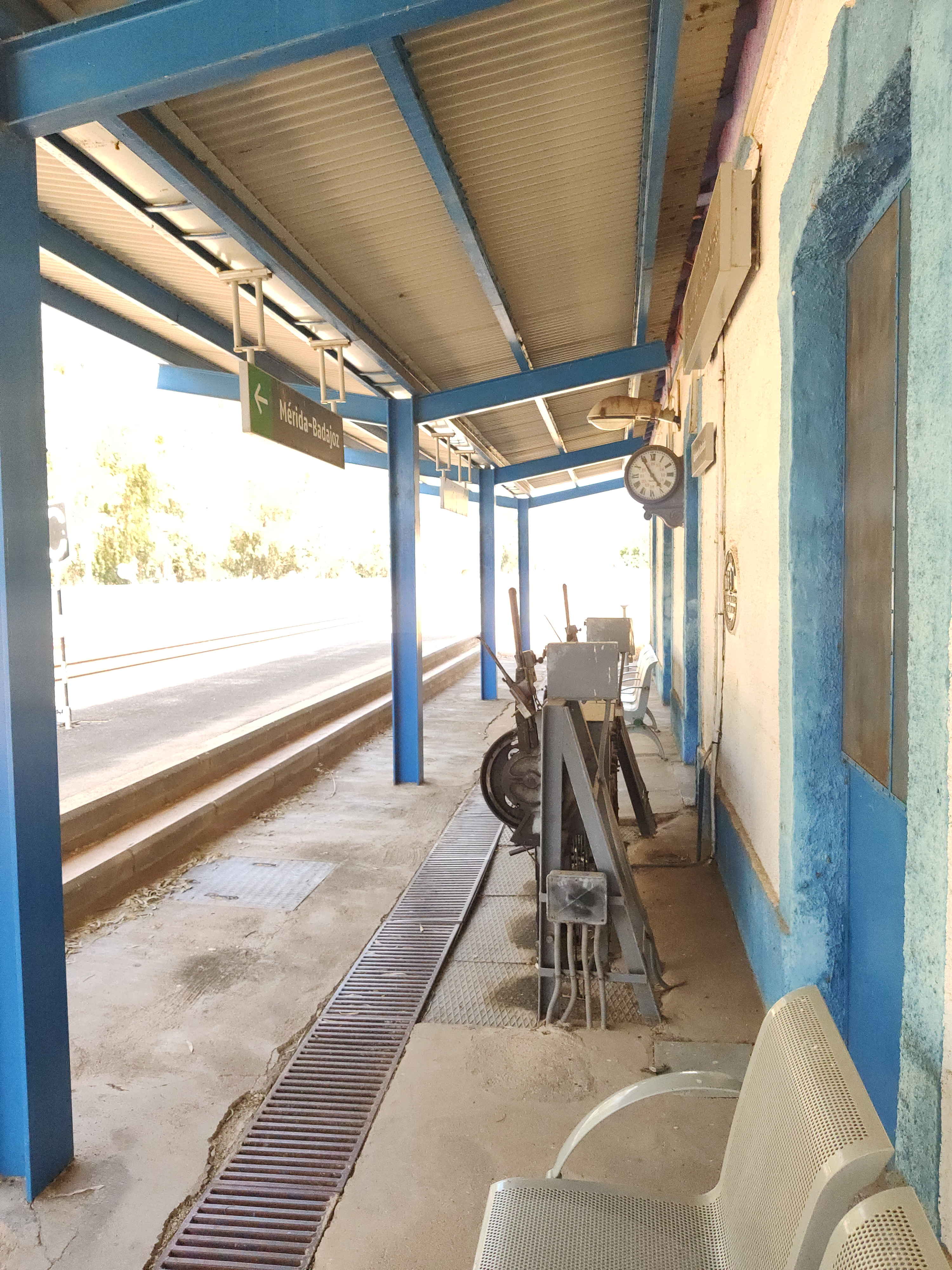
Estación vacía

## Reivindicación del AVE

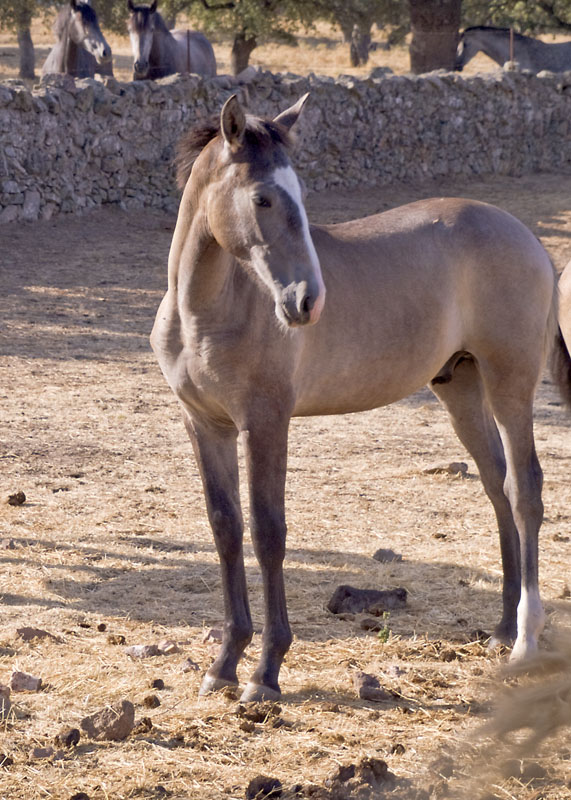
Potro de Los Pedroches.

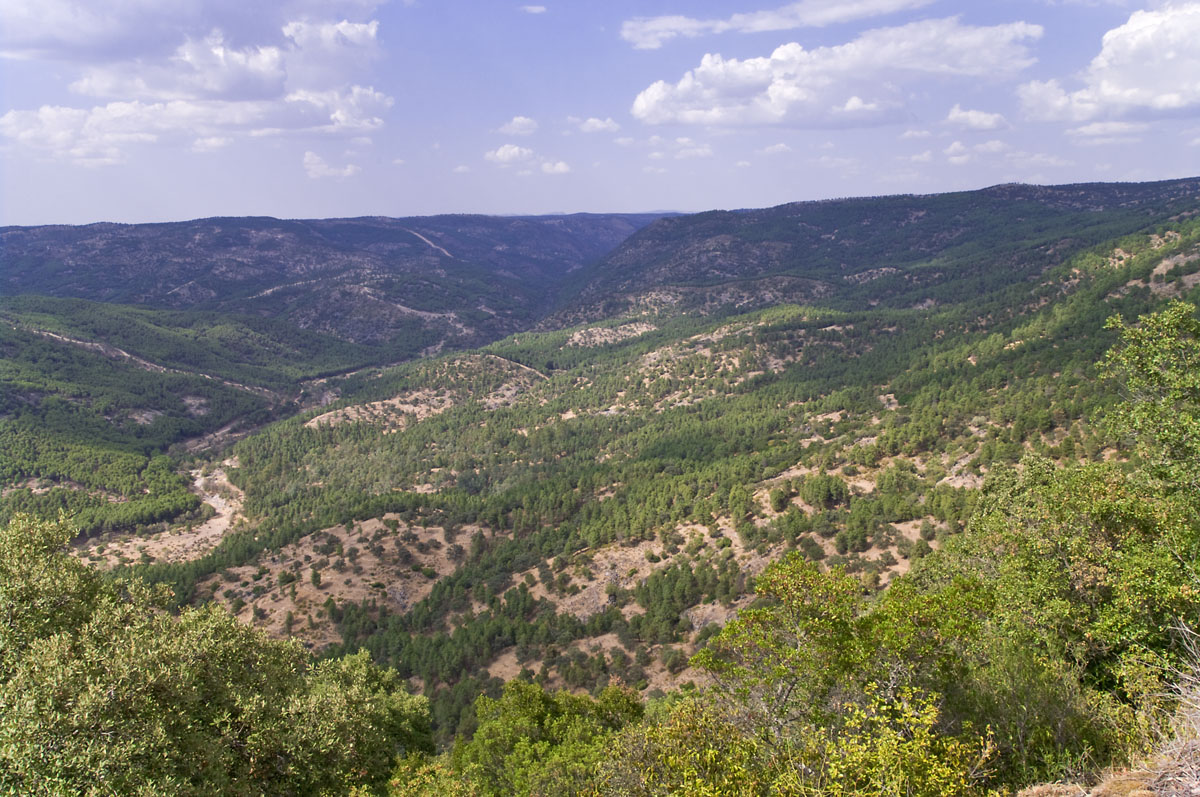
Valle del río Arenoso (Cardeña).

Por la zona oriental de esta comarca (justamente por Conquista, Cardeña y Villanueva de Córdoba) transcurren las vías férreas de la línea de alta velocidad de Madrid a Sevilla inaugurada en 1992 con motivo de la Exposición Universal de la capital hispalense. Sin embargo, no existía ningún tipo de estación o parada que permitiera a cualquier viajero tomar un tren de estas características en Los Pedroches. La dehesa de Los Pedroches se vio irreparablemente dañada al construir esta infraestructura (en especial el parque natural de Cardeña y Montoro) sin obtener ningún tipo de compensación económica o social, es decir, dejando una huella imborrable en el ecosistema de la comarca pero sin beneficio para el turismo o las empresas en desarrollo.

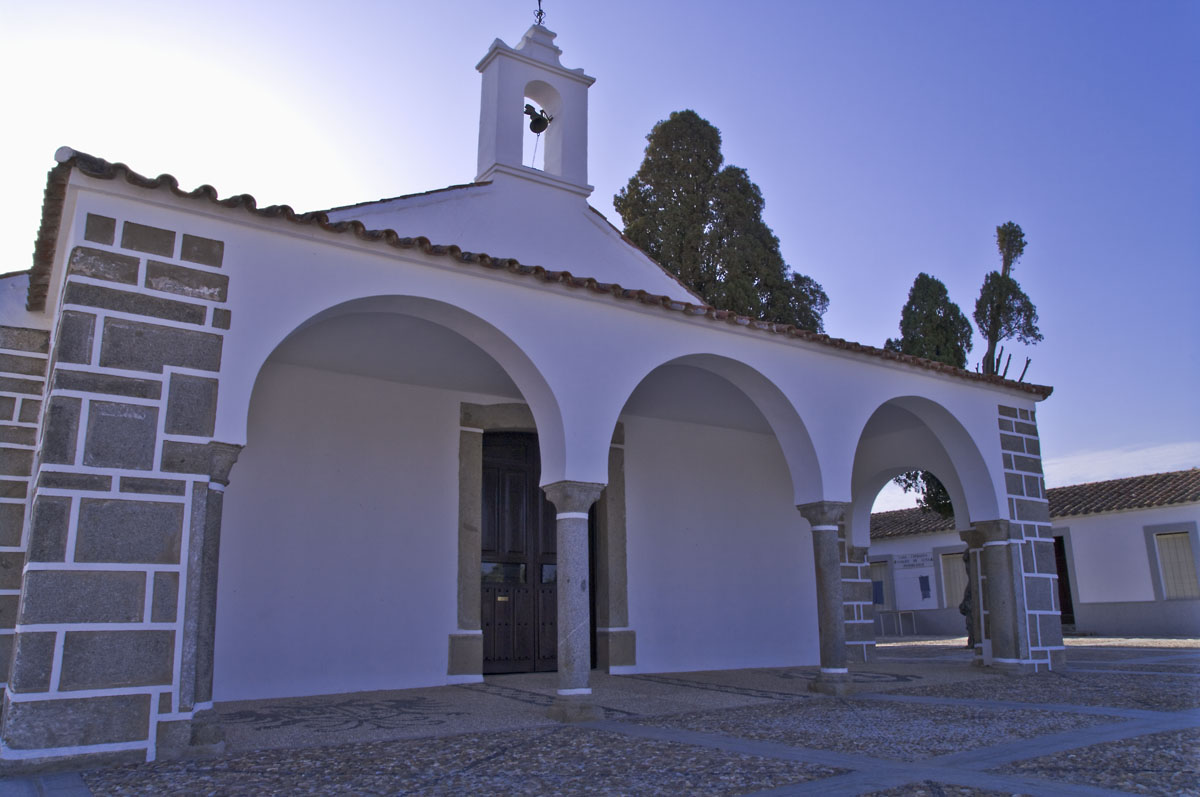
Ermita de la Virgen de Luna de Los Pedroches.

Por eso, se crea hace 6 años la Asociación "Que pare el tren en Los Pedroches" con el fin de reivindicar la parada del AVE Madrid-Córdoba-Sevilla en la comarca. Para ello, se elabora un informe en el que se demuestra cómo cada 100 km de la línea Madrid-Sevilla existe una estación para pasajeros excepto en los Pedroches (200 km entre Puertollano y Córdoba). También recoge cómo afectará positivamente al turismo y a la economía esta estación, en una comarca rural en plena despoblación.
La reivindicación llega a la Junta de Andalucía, que desoye la propuesta de la plataforma y de la Mancomunidad de Municipios (que se suma a la protesta); entonces, es cuando se convoca en marzo de 2007 una manifestación en Villanueva de Córdoba para reivindicar que se construya una parada en el actual apeadero situado a 9 km de la localidad y que los trenes paren diariamente a recoger pasajeros en ambos sentidos. Se contabiliza una asistencia de 10 000 personas de toda la comarca. Entonces, sí, la Junta escucha las súplicas de la plataforma y acuerda (aunque sin plazo) construir una parda de tren en Los Pedroches concertada con Adif. El anuncio definitivo lo hace Manuel Chaves durante un acto de la campaña electoral de las autonómicas de 2008 con los socialistas de Córdoba. Ya después de los comicios, el reelegido presidente, pone fecha a la parada: 2009. Pero, sin embargo, las obras fueron finalizadas en 2013, y se espera que los trenes AVE paren en la estación a principios de abril de 2014 con tres paradas diarias por sentido. 
Finalmente, el 29 de marzo de 2014 comenzaron a prestar servicio los trenes AVE en la Estación de Villanueva de Córdoba-Los Pedroches lo cual supone una mejora radical en las comunicaciones de la zona norte de Córdoba y una nueva vía al desarrollo social y económico así como un gran impulso al turismo rural y la gastronomía de la comarca los Pedroches.